# 屯門碼頭站
屯門碼頭站（英語：Tuen Mun Ferry Pier Stop）是香港輕鐵的終點站之一，也是輕鐵系統中最南的終點站，代號001，屬單程車票第1收費區，共有6條輕鐵路綫在此站為終點站。
雖然英語站名為「Tuen Mun Ferry Pier」，但車廂內的廣播也有只稱作「Ferry Pier」。

## 車站設計

### 車站樓層
輕鐵屯門碼頭站位於屯門碼頭附近的海翠花園地面，旁邊設有公共交通交匯處。
| 上蓋 | 上蓋物業                                      | 海趣坊、海翠花園                                       |
| 地面 | 出口                                          | 輕鐵客務中心、屯門碼頭、屯門海濱花園、啟豐商場、啟豐園 |
| 地面 | 月台                                          |                                                        |
| 地面 | 1 備用月台（原506月台）                       |                                                        |
| 地面 | 月台                                          |                                                        |
| 地面 | 2 507 往田景 （兆禧）                         |                                                        |
| 地面 | 月台                                          |                                                        |
| 地面 | 3 615 往元朗 \| 615P 往兆康（經良景）（美樂） |                                                        |
| 地面 | 月台                                          |                                                        |
| 地面 | 4 610 往元朗（美樂）                          |                                                        |
| 地面 | 月台                                          |                                                        |
| 地面 | 5 614 往元朗 \| 614P 往兆康（經景峰）（兆禧） |                                                        |
| 地面 | 月台                                          |                                                        |
| 地面 | 6 備用月台                                    |                                                        |
| 地面 | 公共運輸交匯處                                |                                                        |
| 地面 | 7 610615615P 落客月台                         |                                                        |
| 地面 | 月台                                          |                                                        |
| 地面 | 出口                                          | 湖翠路、兆禧苑                                         |

### 車站月台

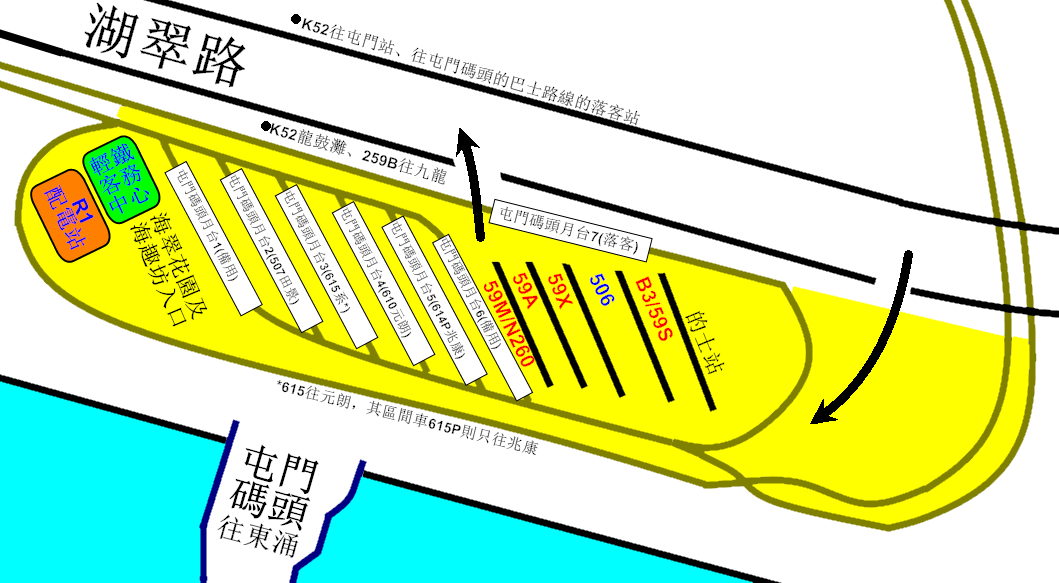
屯門碼頭站的平面圖

屯門碼頭站設有7個月台，是所有輕鐵車站之中最多。現時2至5號月台為輕鐵候車月台，而7號月台為落客專用月台。由於614P及615P綫會在屯門碼頭站掉換路綫繼續服務，因此614P綫南行方向會抵達3號月台更改為615P綫繼續服務，而615P綫南行方向則會先抵達7號月台落客，再到5號月台更改為614P綫繼續服務。1號月台原為506綫的月台，因杯渡路架空路軌工程及列車不足，506綫永久由巴士行駛，一直閒置至今（與6號爲備用月台）。
屯門碼頭站公共交通交匯處設於6號月台旁和調頭路軌內，該處為行人、巴士及輕鐵共用部份路段，因此較容易發生意外。同樣使用相同總站設計的三聖站，早已將巴士總站與輕鐵路軌分隔，以保障行人及乘客的安全。而在2號至5號月台下車的乘客，若果需要前往海趣坊或碼頭，需要沿著近海的入站路軌旁步行一段距離，由於步行方向與列車的行駛方向相同，乘客通常沒有注意後面的列車，繼而產生意外。
此外該處亦設有輕鐵客務中心，位於海趣坊入口旁邊。
以往每當每個月台的尾班車開出後，列車通常都會駛進1/6號月台清客，但現在已經改成用各自路綫的月台去清客，然後回車廠（除非該月台有車停泊，才會使用1/6號月台清客）。
至於輕鐵507、614、614P綫列車正好與7號月台相反因此不會駛進7號月台，而且是駛進輕鐵各自路綫月台上落客。

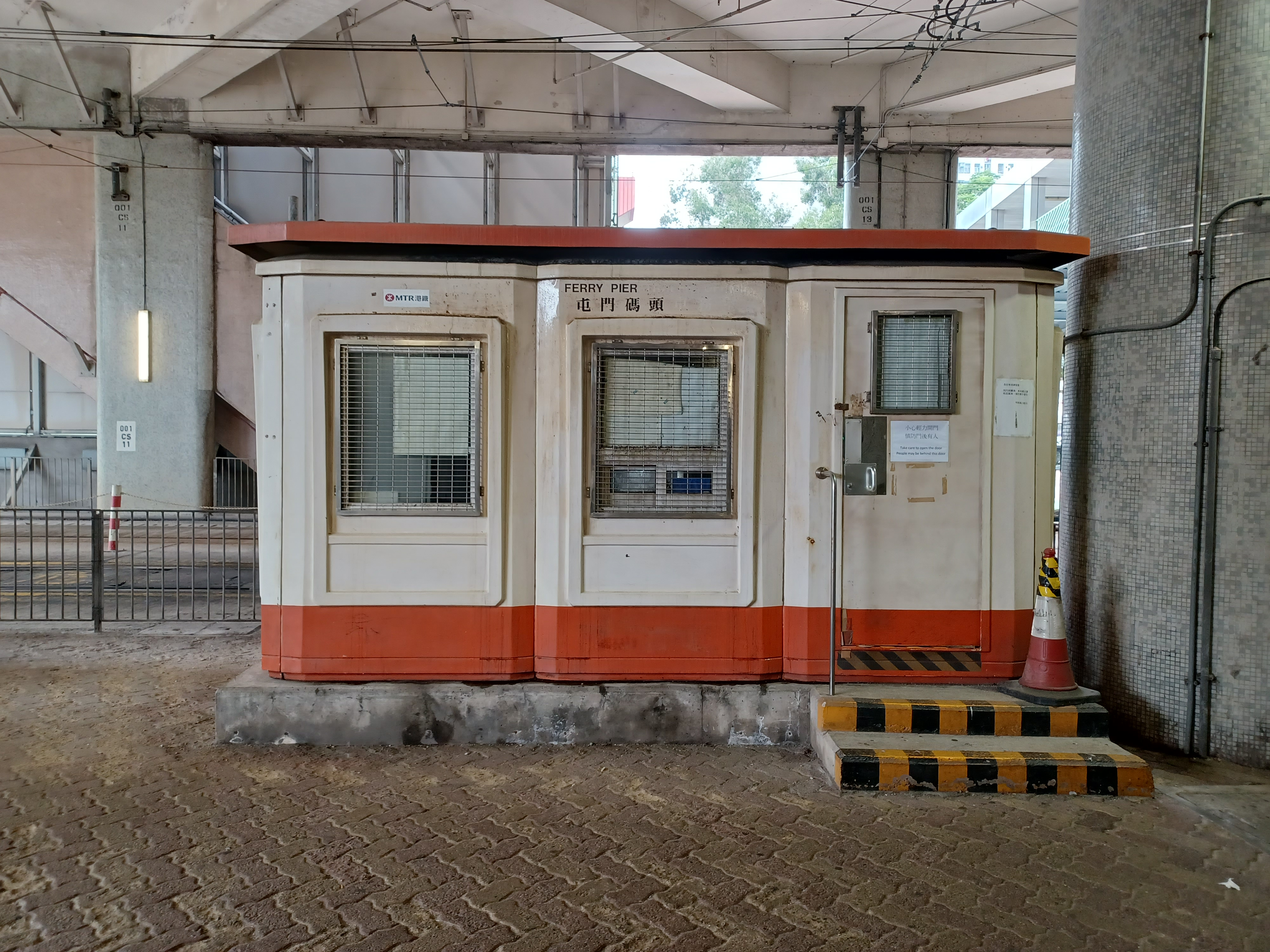
已荒廢多年的舊輕鐵客務中心
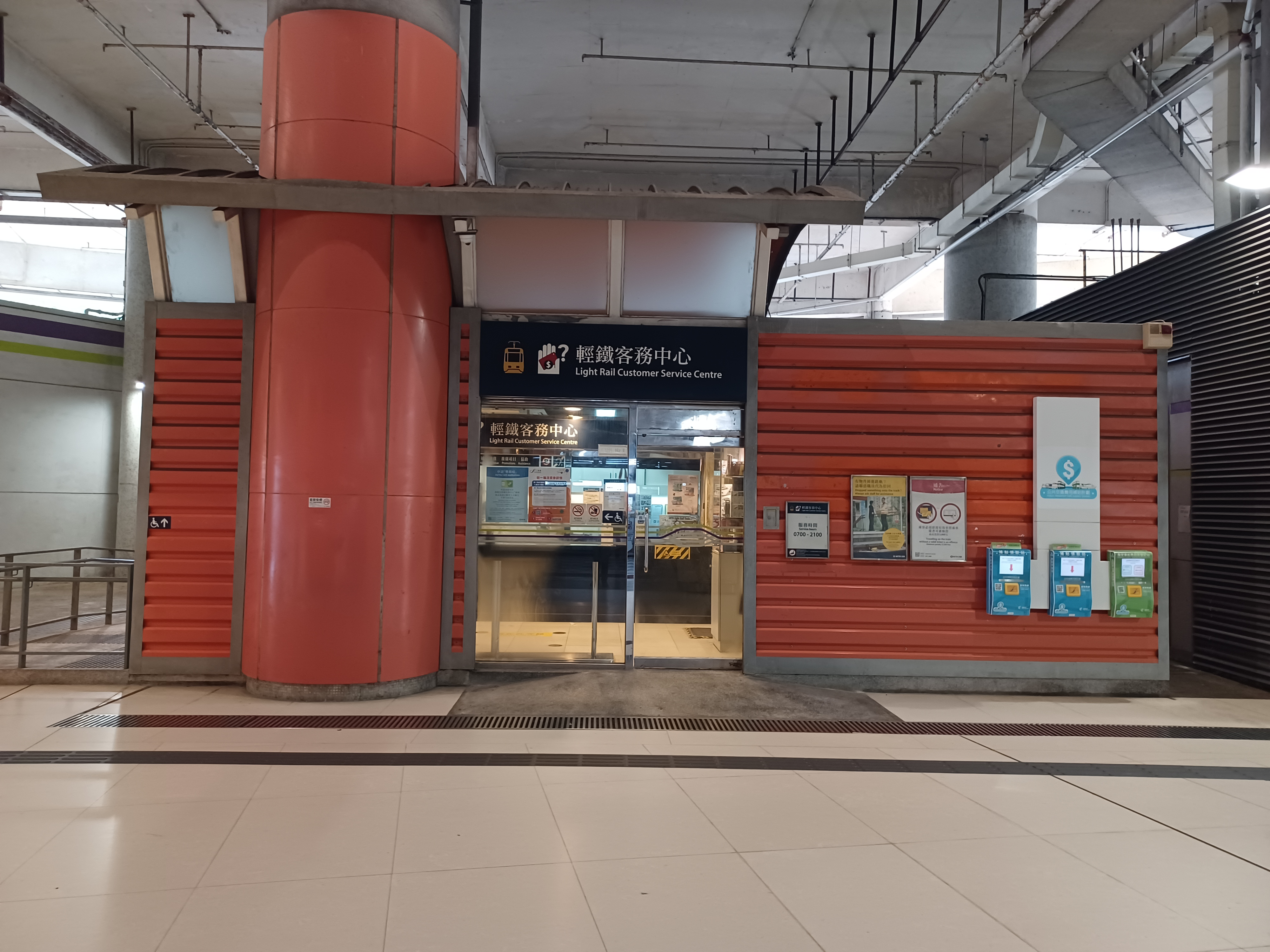
海趣坊入口旁邊的輕鐵客務中心
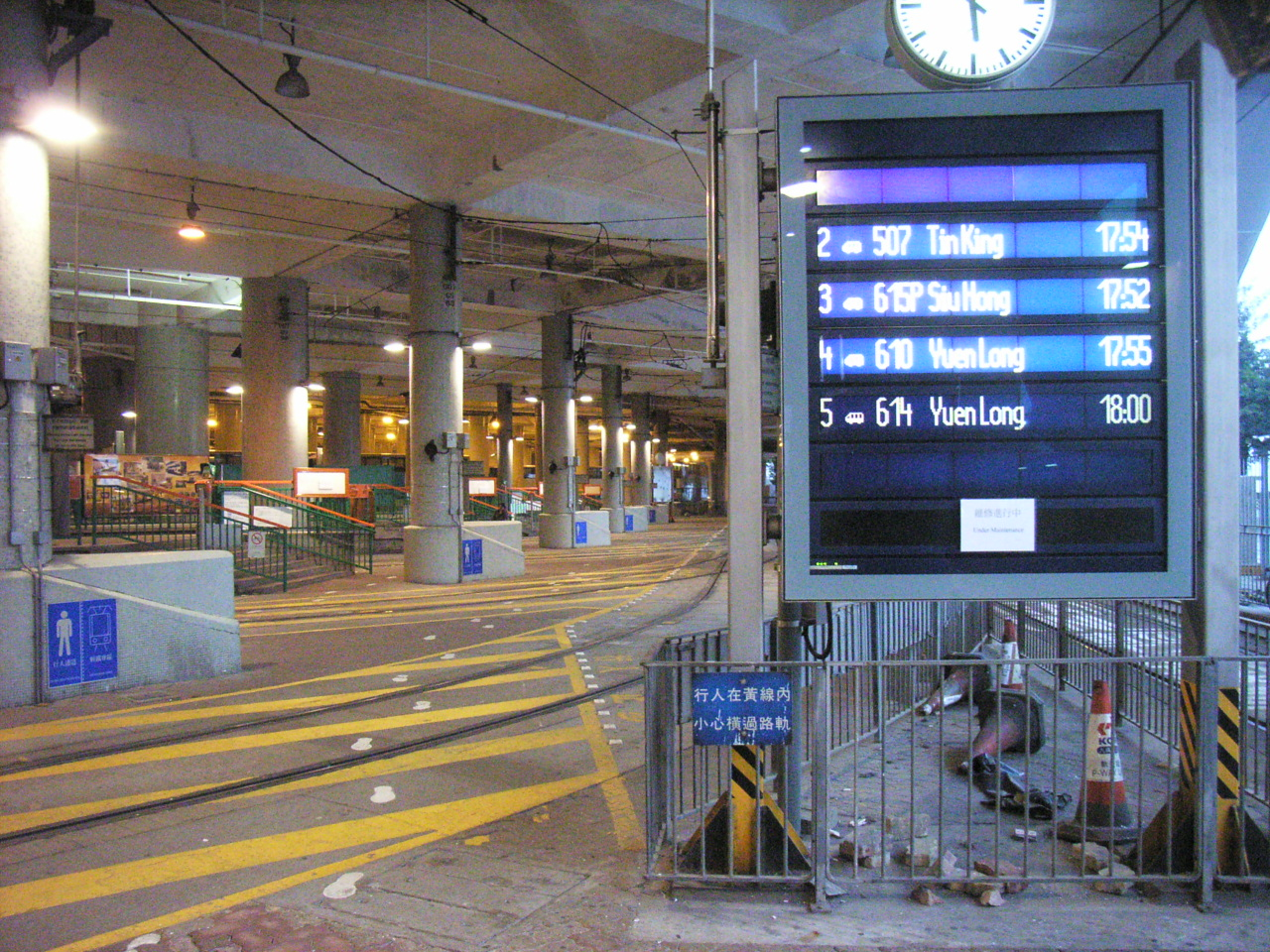
列車離站時間顯示屏
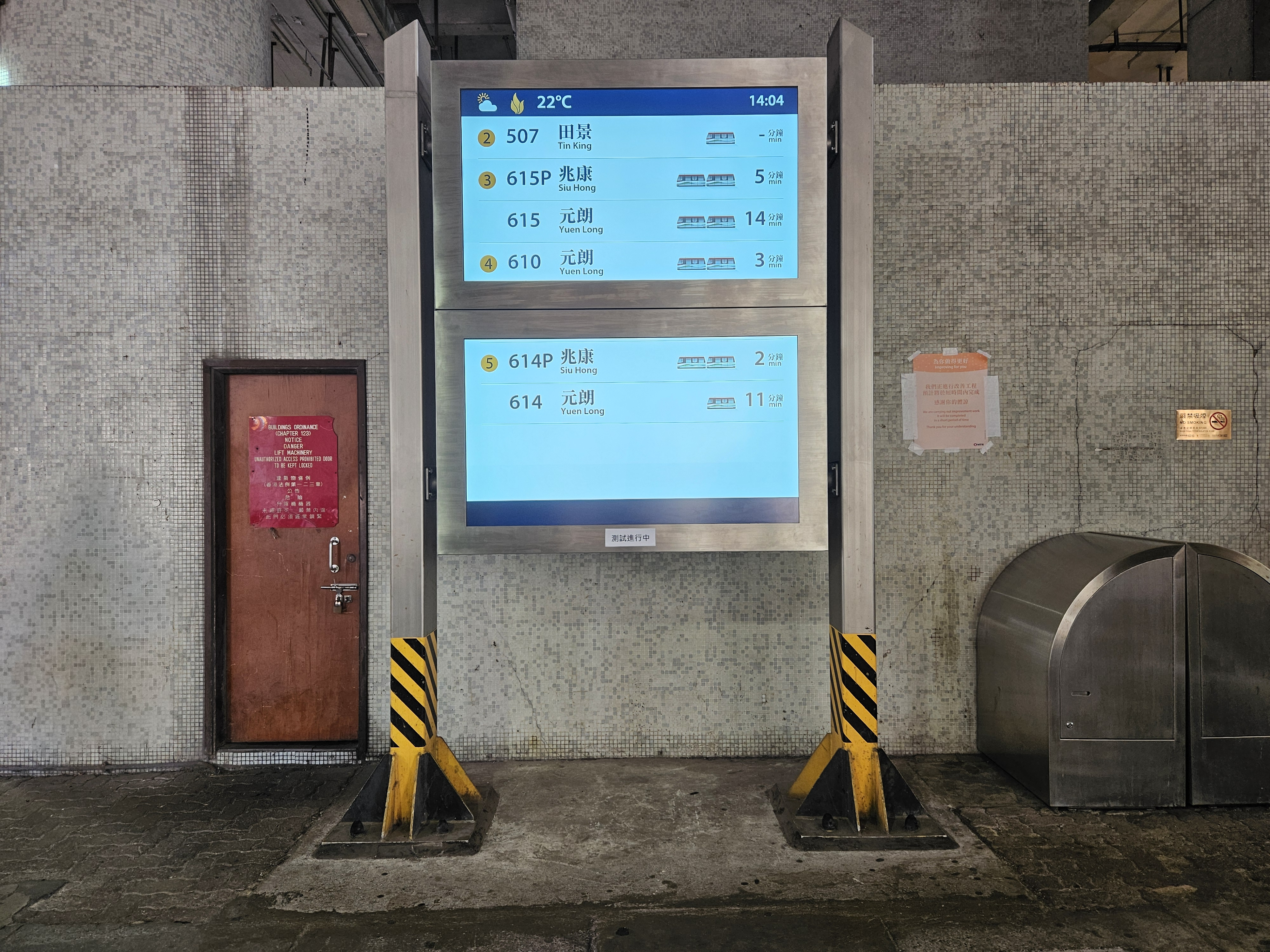
列車離站時間顯示屏
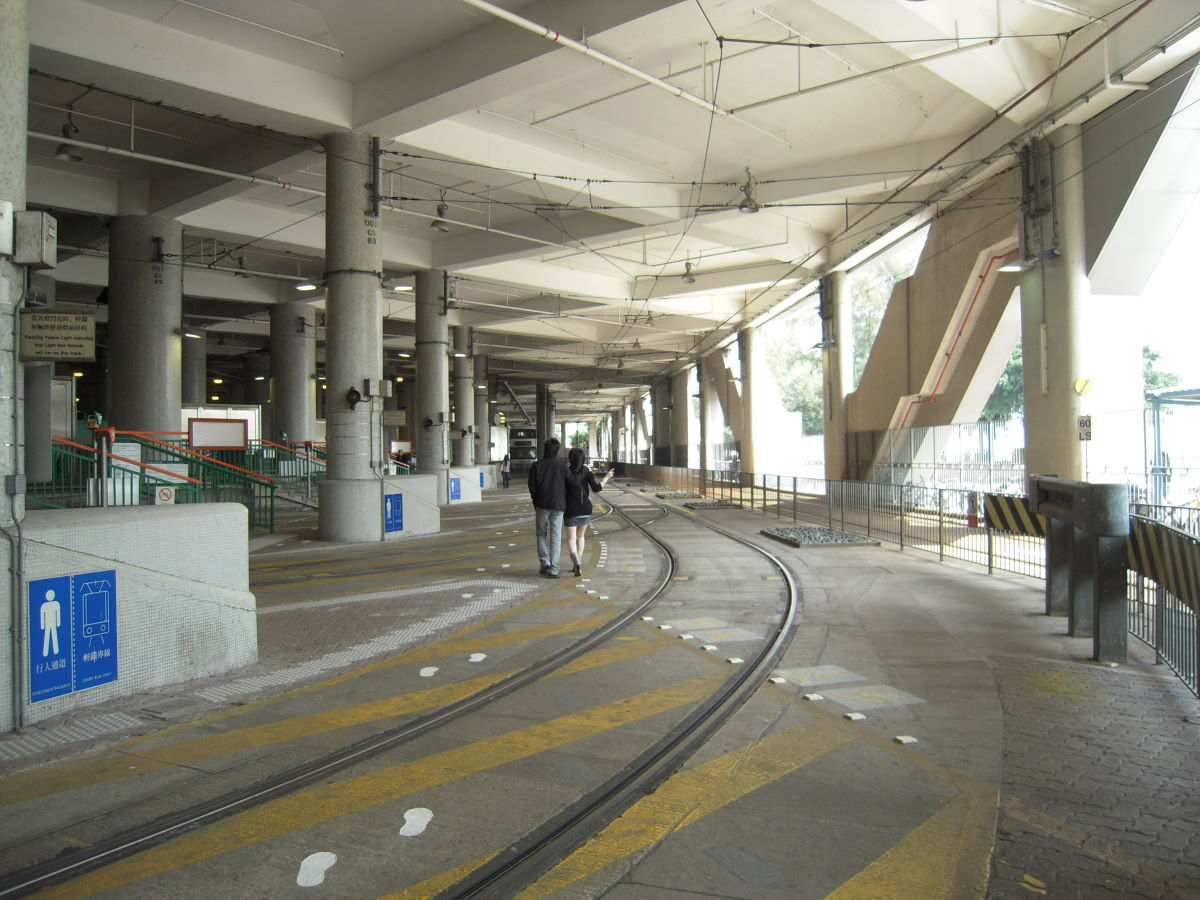
港鐵化前的行人與列車共用較危險路段（2009年3月）
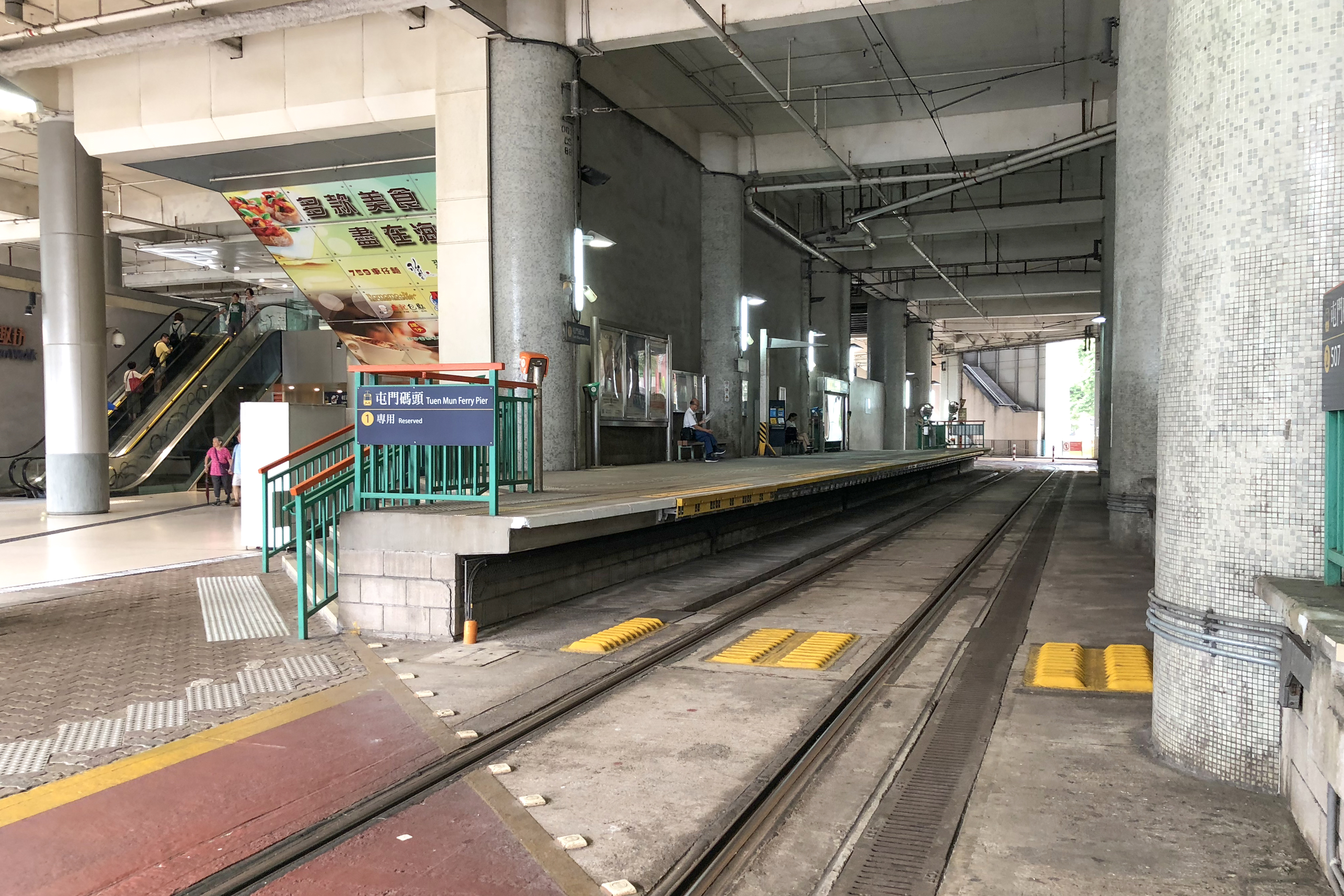
1號月台（2018年9月）
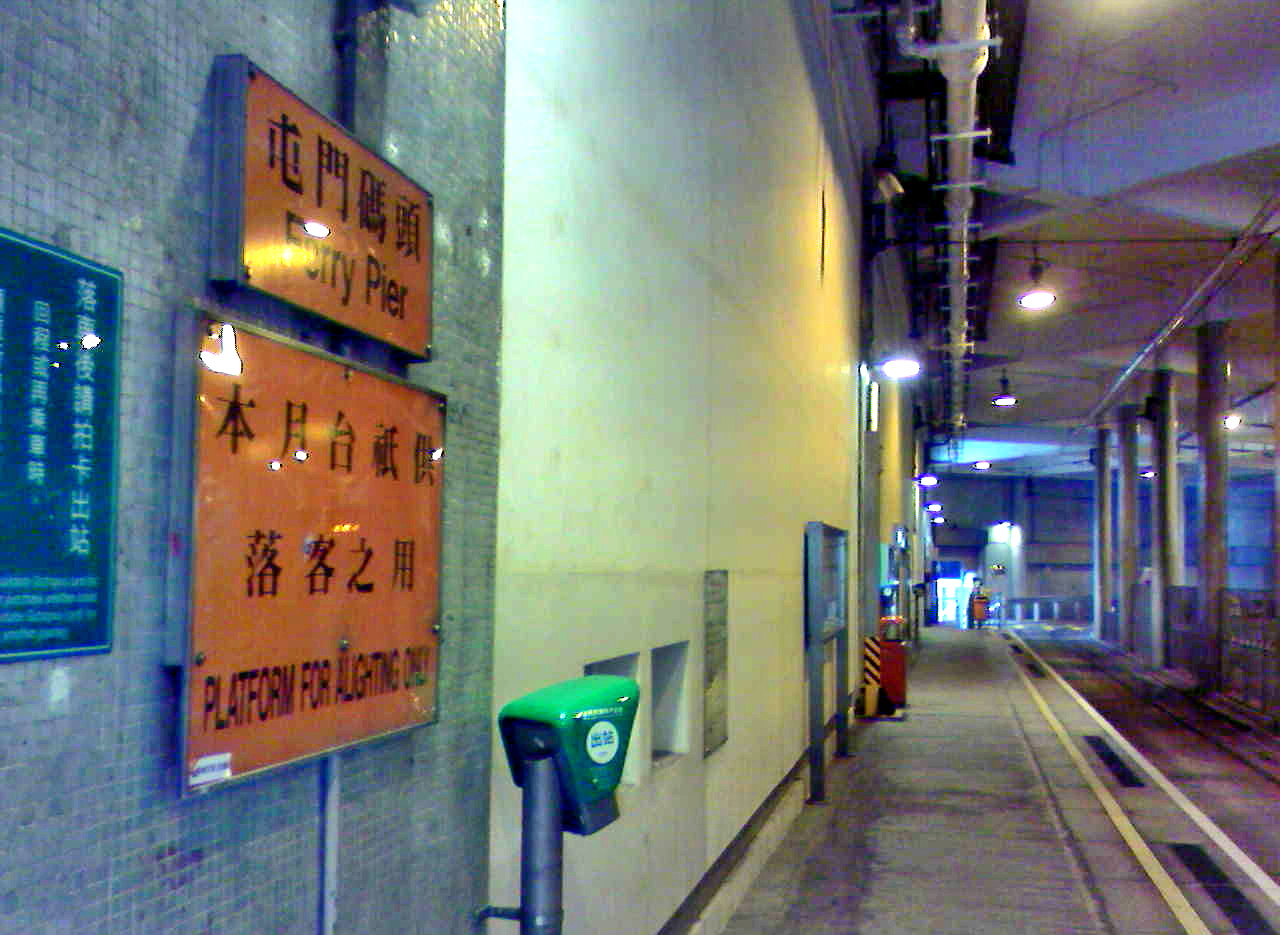
港鐵化前的7號月台，只供乘客下車（2008年4月）
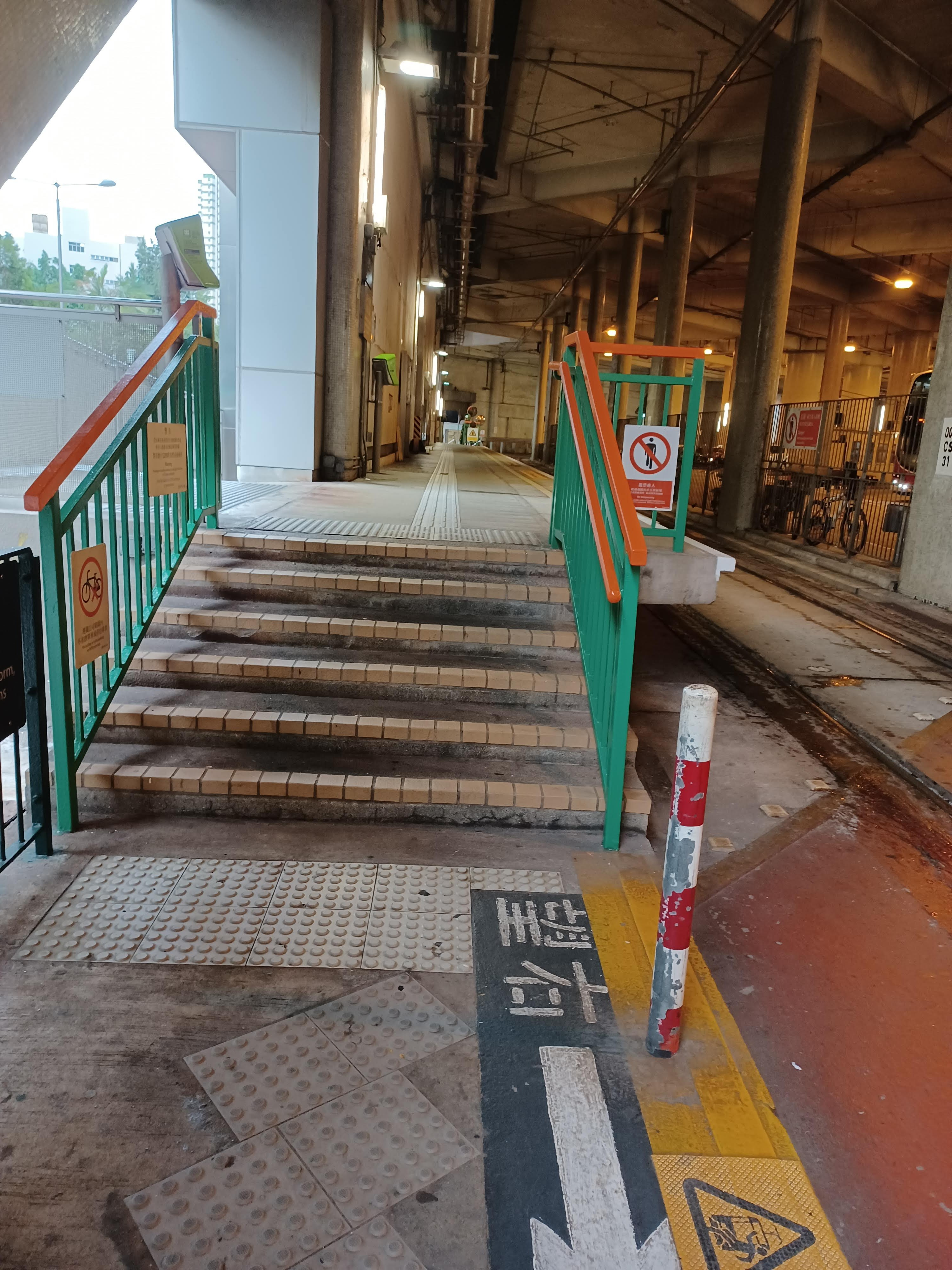
7號月台，只供乘客下車（2021年6月）

### 車站周邊
- 屯門碼頭
- 屯門海濱花園
- 海翠花園、海趣坊
- 啟豐園、啟豐商場
- 兆禧苑、兆禧苑商場
- 明愛社區進修中心-湖景
- 邁亞美海灣
- 慧豐園
- 悅湖山莊
- 湖景邨
- 港鐵屯門南站

## 歷史

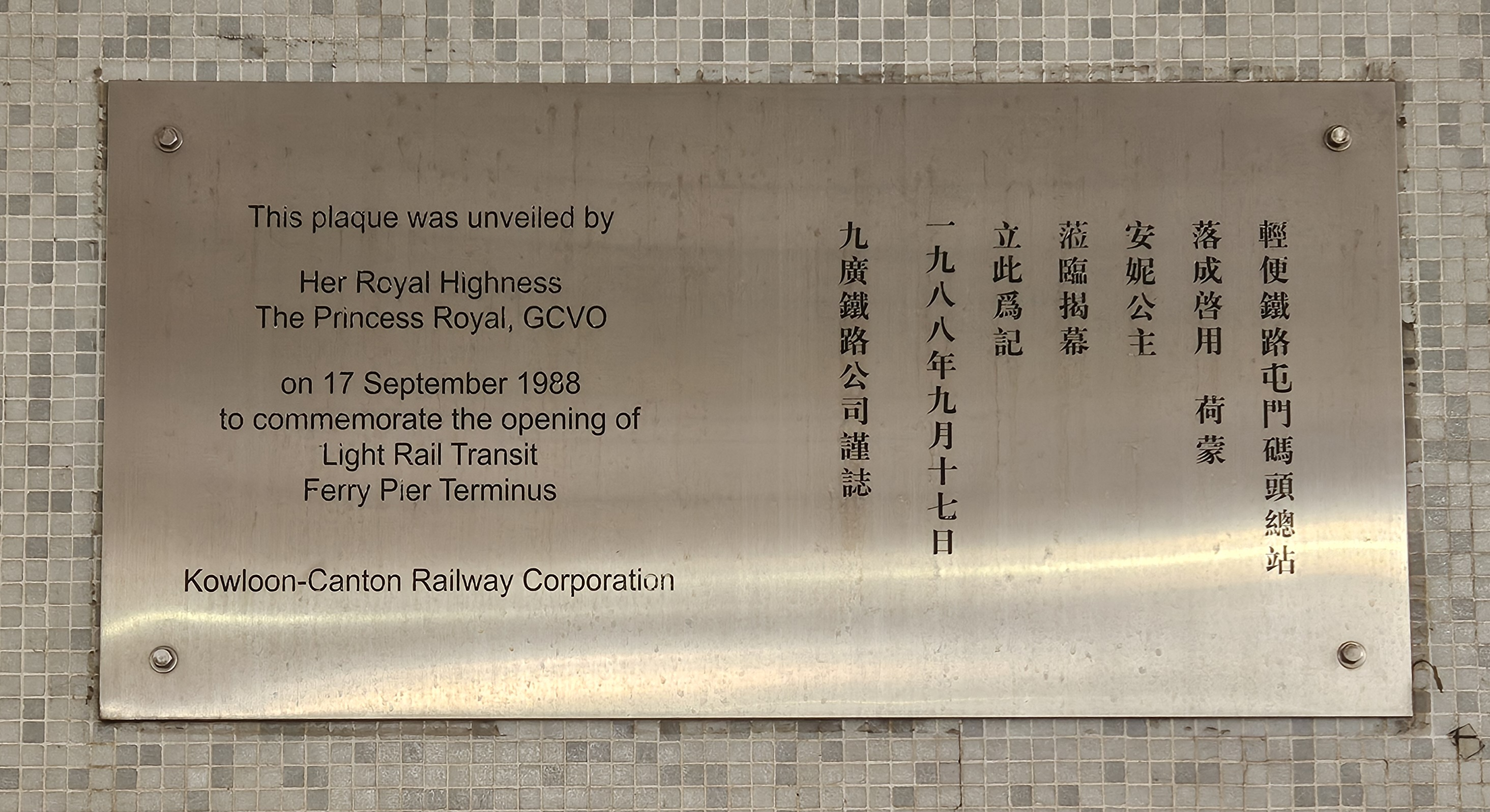
屯門碼頭站輕鐵通車紀念牌匾

本站曾先後稱為屯門碼頭站（英語：Ferry Pier Stop）及屯門碼頭總站（英語：Ferry Pier Terminus），於輕鐵初建造時同步興建，於1988年9月18日啟用。
兩鐵合併後，港鐵沿用屯門碼頭總站一名直至2010年6月13日，即港鐵按可加可減機制調整票價生效的同一日起，屯門碼頭總站將復名為屯門碼頭站，但英語名稱則改為Tuen Mun Ferry Pier Stop，以符合港鐵車站一貫命名方式。

## 資料來源與註釋
1. ↑  僅為610、615及615P綫的落客專用月台

## 外部連結
- 港鐵公司 - 輕鐵及巴士服務 - 輕鐵街道圖 （页面存档备份，存于）
- 港鐵公司 - 輕鐵及巴士服務 - 輕鐵行車時間表 （页面存档备份，存于）